# Hedychium aureum
Hedychium aureum là một loài thực vật có hoa trong họ Gừng. Loài này được C.B.Clarke & H.Mann ex Baker mô tả khoa học đầu tiên năm 1892.